# Partia żuli i złodziei

Plakat, który zwyciężył w zorganizowanym przez Nawalnego konkursie. Napis głosi: „Jedna Rosja jest partią żuli i złodziei”.

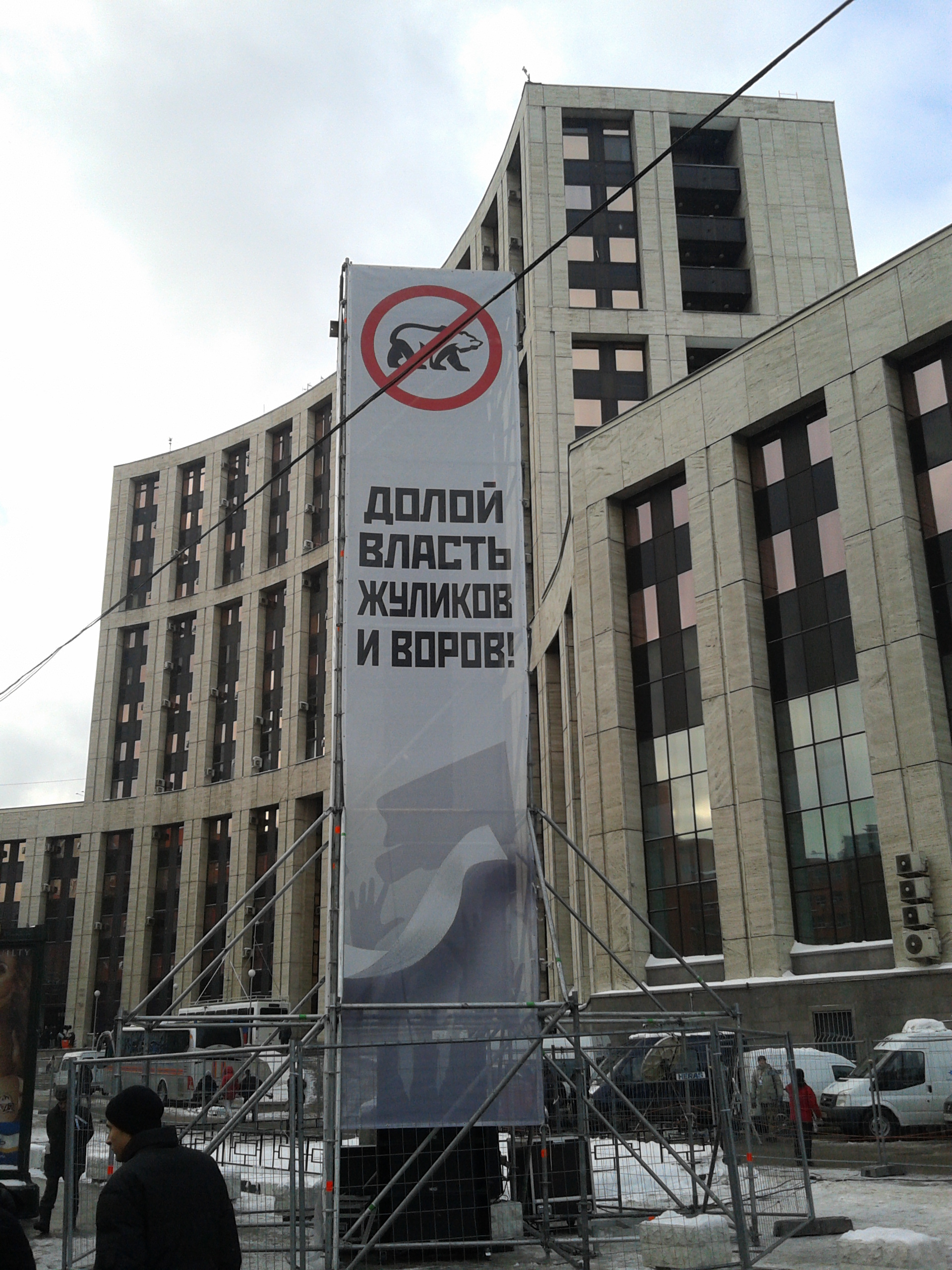
„Precz z władzą żuli i złodziei!”

Partia żuli i złodziei (ros. Партия жуликов и воров, Partija żulikow i worow, skrót ros. ПЖиВ, PŻiW) – popularne wyrażenie, używane w Rosji wobec rządzącej partii Jedna Rosja. Określenie to wprowadził do użytku rosyjski krytyk prezydenta Władimira Putina, bloger i działacz polityczny Aleksiej Nawalny w lutym 2011.

## Pochodzenie
28 września 2010, gdy Boris Niemcow na antenie Radia Wolna Europa wypowiadał się o Jednej Rosji, powiedział m.in.: „Cały naród wie, iż jest to partia złodziei i łapowników”. Jednak według słów Władimira Żyrinowskiego, Boris Niemcow użył tego określenia jeszcze w 2009. 2 lutego 2011 Aleksiej Nawalny, odpowiadając na pytanie o partię Jedna Rosja, powiedział podczas swego wywiadu na antenie radia Finam FM:

К партии «Единая Россия» я отношусь очень плохо. Партия «Единая Россия» – это партия коррупции, это партия жуликов и воров.
I think very poorly of United Russia. United Russia is the party of corruption, the party of crooks and thieves.
Partię Jedna Rosja postrzegam bardzo źle. Partia Jedna Rosja to partia korupcji, to partia żuli i złodziei.

Określenie w języku angielskim party of crooks and thieves pojawiło się 4 kwietnia 2011 w artykule opublikowanym w gazecie The New Yorker przez amerykańską dziennikarkę rosyjskiego pochodzenia Julię Ioffe.

## Użycie i opinia publiczna
Określenie Nawalnego szybko zaczęło być popularne i używane przez Rosjan, zostało memem internetowym i było używane jako hasło podczas wyborów parlamentarnych w Rosji w 2011. Plakaty, sztandary i nalepki z napisem „Partia żuli i złodziei” były szeroko rozpowszechnione w trakcie rosyjskich protestów politycznych 2011–2012. Określenie Nawalnego na tyle przylgnęło do partii „Jedna Rosja”, że nazywając ją mianem „partia żuli i złodziei”, środki masowego przekazu czasem nie tłumaczą pochodzenia przezwiska.
Według wyników badania opinii publicznej, przeprowadzonego przez ośrodek naukowy „Levada Center” 19 lipca 2011, 33% Rosjan zgadza się z tym, że Jedna Rosja jest „partią żuli i złodziei”, podczas gdy 47% jest odmiennego zdania. Nowe badanie, przeprowadzone przez ten ośrodek w czerwcu 2012, ujawniło wzrost zwolenników wyżej wymienionej charakterystyki: 42% zgodzili się i 40% byli jej przeciwni. Ostatnie badanie opinii publicznej zostało przeprowadzone przez „Levada Center” w kwietniu 2013 i po raz pierwszy wykazało, iż większość Rosjan (51%) jest zgodnych z opinią Nawalnego. Według tego samego badania, 62% Rosjan jest zdania, że członkowie partii Jedna Rosja dążą do utrzymywania i wzmocnienia swej władzy („maintaining and strengthening their own power”).

## Reakcja partii Jedna Rosja
21 lutego 2011 na antenie stacji Finam-FM rozpoczęła się dyskusja między Nawalnym i członkiem Rady Generalnej partii „Jedna Rosja” Jewgienijem Fiodorowem na temat „Czy Jedna Rosja jest partią złodziei i sprzedawczyków czy uczciwych, pryncypialnych patriotów?” (ros. Единая Россия – партия воров и коррупционеров или честных, принципиальных патриотов?). Większość słuchaczy (99%) zgodziła się z określeniem Nawalnego. W dyskusji wzięły udział 1354 osoby.
O godzinie 0.33 w nocy z 6 na 7 grudnia 2011 na koncie ówczesnego prezydenta Rosji Dmitrija Miedwiediewa na Twitterze nad podziękowaniami za poparcie dla partii Jedna Rosja ukazał się retweet byłego deputowanego Jednej Rosji Konstantina Rykowa (ros. Константин Игоревич Рыков), który w przeszłości tworzył strony internetowe rosyjskim politykom. Wpis, który był widoczny w sieci zaledwie kilka minut, brzmiał: „Dziś jest jasne, że człowiek, który napisał na swoim blogu: partia żuli i złodziei, jest tępym, p.... baranem”. Sprawa stała się na tyle głośna, że Kreml zdecydował się oficjalnie skomentować wydarzenie i ogłosił: „Winni zostaną ukarani”. Szybko wpis ten usunięto.
Z powodu wypowiedzi Nawalnego adwokat Szota Gorgadze (ros. Шота Горгадзе) zagroził sądem w imieniu nieznanych członków Jednej Rosji. Wtedy Nawalny na swoim blogu w LiveJournal przeprowadził badanie, w którym prawie 96,6% z 40 000 uczestników oddało głos na to, że partia Jedna Rosja jest partią żuli i złodziei Władimir Swirid (ros. Владимир Свирид), członek partii Jedna Rosja, wniósł powództwo przeciwko Nawalnemu, żądając odszkodowania w wysokości 1 miliona rubli. 11 października 2011 sąd jednej z dzielnic Moskwy powództwo to w całości oddalił.